# Opatower Tor

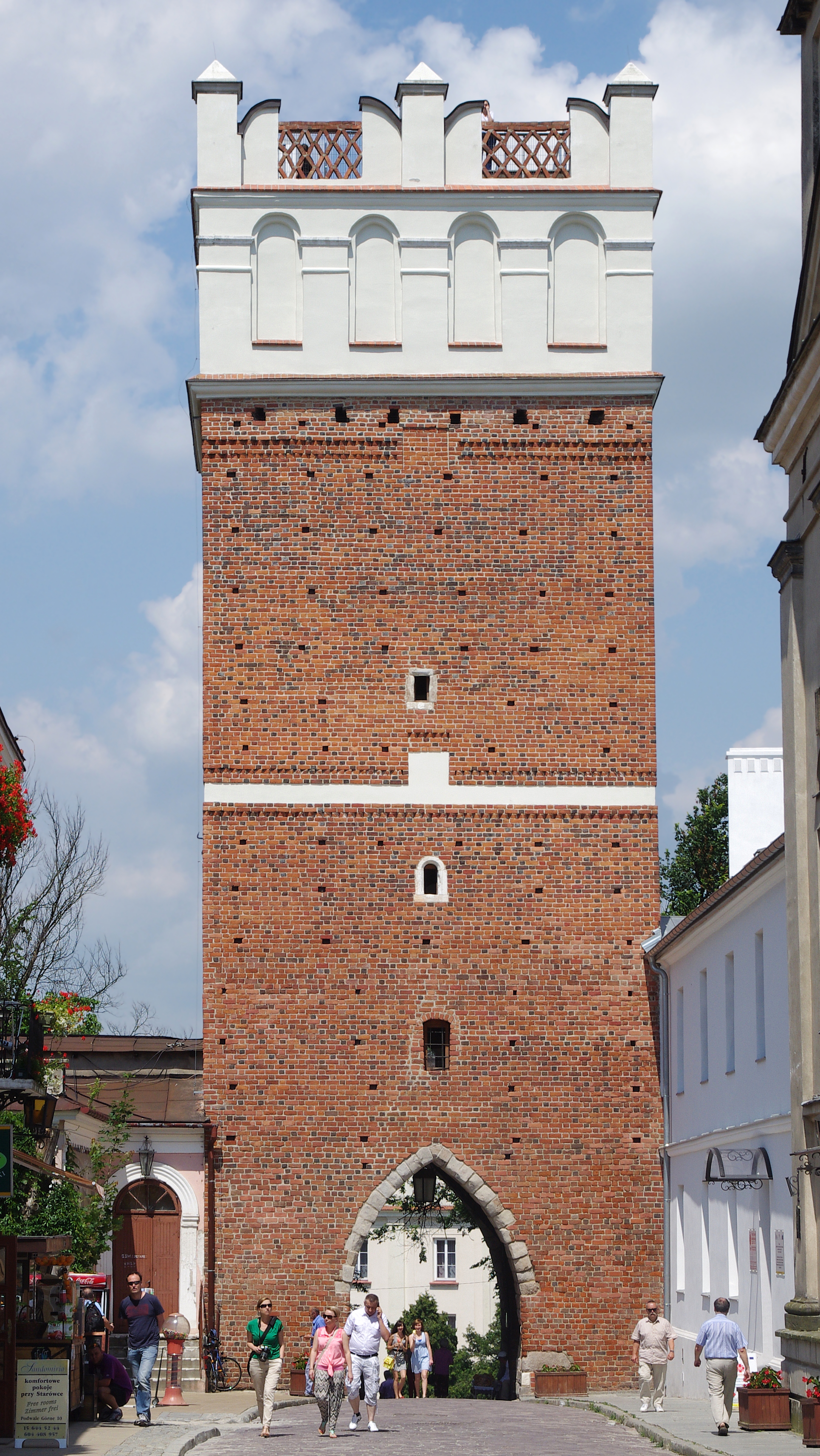
Opatower Tor in Sandomierz

Das Opatower Tor befindet sich in Sandomierz in Polen und bildet den nördlichen Eingang zur historischen Altstadt von Sandomierz. Es ist Teil der Stadtmauer.

## Geschichte
Das Opatower Tor wurde im 14. Jahrhundert von Kasimir dem Großen als Teil der Stadtbefestigung erbaut. Daneben hatte Sandomir noch drei weitere Stadttore: das Krakauer, das Lubliner und das Zawichoster Stadttor, sowie zwei kleinere Eingänge, von denen noch die Dominikanerpforte erhalten ist. Im 16. Jahrhundert erhielt das gotische Tor eine Attika im Stil der Renaissance, die der Stadtarzt Stanisława Bartolona stiftete. In dieser Form hat das Stadttor unverändert überdauert. Während des Januaraufstands fand am Tor am 8. Februar 1863 ein Gefecht zwischen den Aufständischen und russischen Kosaken statt. Vom Tor bietet sich ein weiter Blick über die Stadt und das Sandomirer Becken.